# 連鎖反応 (化学反応)
化学反応における 連鎖反応（れんさはんのう、chain reaction）とは、化学反応の反応機構による分類の一つである。
短寿命の物質（連鎖担体あるいは連鎖伝達体、chain carrier）が反応物となる上流側の段階の素反応とその物質が生成物となる下流側の段階の素反応を含み、その結果下流側の反応が再び上流側の反応を駆動するようなサイクルを形成している反応を指す。
連鎖担体は見かけ上触媒と類似している。
しかし触媒は上流側の段階でA→Bと反応した場合、下流側の段階でB→Aという形で再生されるのに対し、連鎖担体は上流側でA→Bと反応しても、下流側ではまったく別の物質からC→Aという形で再生成されるという違いがある。
連鎖担体はラジカル種や不安定なイオン種であることが一般的である。
連鎖反応に属する反応としては燃焼や油脂の酸化、高分子の重合反応などが知られている。

## 連鎖反応の機構
連鎖反応は複数の段階からなる反応であり、それぞれの段階に名前が付けられている。
連鎖反応が開始されるためには、まず何らかの反応により連鎖担体が生成する必要がある。
この反応を連鎖開始段階 (chain initiation step) という。
ラジカル連鎖反応の開始には過酸化ベンゾイルやアゾビスイソブチロニトリルなど熱や光によってラジカルを容易に生成する開始剤を用いることが多い。
イオン連鎖反応の開始には強酸や強塩基が使用される。
一旦連鎖担体が生成すれば、連鎖担体が反応物として消費される段階と連鎖担体が生成物として再生されるサイクルが始まる。
このサイクルを連鎖成長段階 (chain propagation step) という。
最終的には連鎖担体が何らかの反応により安定な物質へと変化して反応が停止する。
この反応を連鎖停止段階 (chain termination step) という。
また反応によっては2種類以上の連鎖担体が関与する場合がある。
ある連鎖担体から別種の連鎖担体が生成するような反応は連鎖移動段階(chain transfer step)という。
連鎖担体と連鎖移動や連鎖停止を起こしやすい物質は連鎖反応を妨害する。
このような目的で系に添加される物質は阻害剤 (inhibitor) と呼ばれる。
空気による酸化を防ぐために添加される酸化防止剤や重合を防ぐために添加される重合禁止剤は阻害剤の一種である。

## 連鎖反応の例
メタンの塩素化を例に挙げる。メタンの塩素化では光照射により塩素分子の結合を開裂させて、塩素ラジカルを発生させる。
{\displaystyle \mathrm {Cl_{2}+} h\nu \longrightarrow \mathrm {2Cl\cdot } }
この塩素ラジカルが連鎖担体であり、その生成は連鎖開始段階である。
塩素ラジカルはメタンから水素原子を引き抜いて、塩化水素となりメチルラジカルを生成する。
{\displaystyle \mathrm {Cl\cdot +CH_{4}\longrightarrow HCl+\cdot CH_{3}} }
メチルラジカルは塩素分子から塩素原子を引き抜いてクロロメタンとなり、塩素ラジカルを再生成する。
{\displaystyle \mathrm {\cdot CH_{3}+Cl_{2}\longrightarrow CH_{3}Cl+Cl\cdot } }
この2つの反応が連鎖成長段階である。
塩素ラジカル同士が結合して塩素分子を生成すると連鎖が途切れることになる。
{\displaystyle \mathrm {2Cl\cdot \longrightarrow Cl_{2}} }
これは連鎖停止段階である。
また、塩素ラジカルが生成物であるクロロメタンから水素を引き抜くとクロロメチルラジカルが生成する。
{\displaystyle \mathrm {Cl\cdot +CH_{3}Cl\longrightarrow HCl+\cdot CH_{2}Cl} }
これは連鎖移動段階である。
クロロメチルラジカルはメチルラジカルと同様に反応を行なうので、連鎖移動によってポリ塩素化の副反応が起こることになる。

## 連鎖重合
連鎖重合は連鎖反応に類する機構を持つ重合反応の一種である。
連鎖反応との違いは連鎖担体が反応物となる段階と生成物となる段階（連鎖重合ではこの2つの段階は同一でも良い）では重合度が1つ増加していることである。
{\displaystyle \mathrm {X(RCH_{2}CH_{2})_{n}\cdot +RCH=CH_{2}\longrightarrow X(RCH_{2}CH_{2})_{n+1}\cdot } }
この結果、サイクルが進むごとに重合度が増加して高分子が生成する。